# Tuyên bố Bàn Môn Điếm
Tuyên bố Bàn Môn Điếm về hòa bình, thịnh vượng và thống nhất bán đảo Triều Tiên được thông qua giữa nhà lãnh đạo Bắc Triều Tiên Kim Jong-un và Tổng thống Hàn Quốc Moon Jae-in vào ngày 27 tháng 4 năm 2018, trong Hội nghị thượng đỉnh liên Triều Tiên năm 2018 về phía Hàn Quốc của Nhà Hòa bình trong Khu vực an ninh chung.
Theo tuyên bố, các nhà lãnh đạo Bắc Triều Tiên đã đồng ý làm việc cùng nhau để chấm dứt chiến tranh Triều Tiên và xung đột Triều Tiên, bắt đầu một kỷ nguyên mới về hòa bình và chia sẻ các cam kết kết thúc các bộ phận và đối đầu bằng cách tiếp cận một kỷ nguyên hòa bình và thịnh vượng và cải thiện quan hệ liên Triều.
Tuyên bố này bao gồm việc giải trừ vũ khí hạt nhân của bán đảo Triều Tiên.

## Tóm tắt nội dung tuyên bố
Trong giai đoạn biến đổi lịch sử quan trọng này trên bán đảo Triều Tiên, phản ánh khát vọng lâu dài của người dân Hàn Quốc vì hòa bình, thịnh vượng và thống nhất, Tổng thống Hàn Quốc Moon Jae-in và Chủ tịch Ủy ban Quốc vụ Cộng hòa Dân chủ Nhân dân Triều Tiên Kim Jong-un đã tổ chức một cuộc họp Hội nghị thượng đỉnh Liên Triều Tiên tại  Nhà Hòa bình tại Bàn Môn Điếm vào ngày 27 tháng 4 năm 2018.

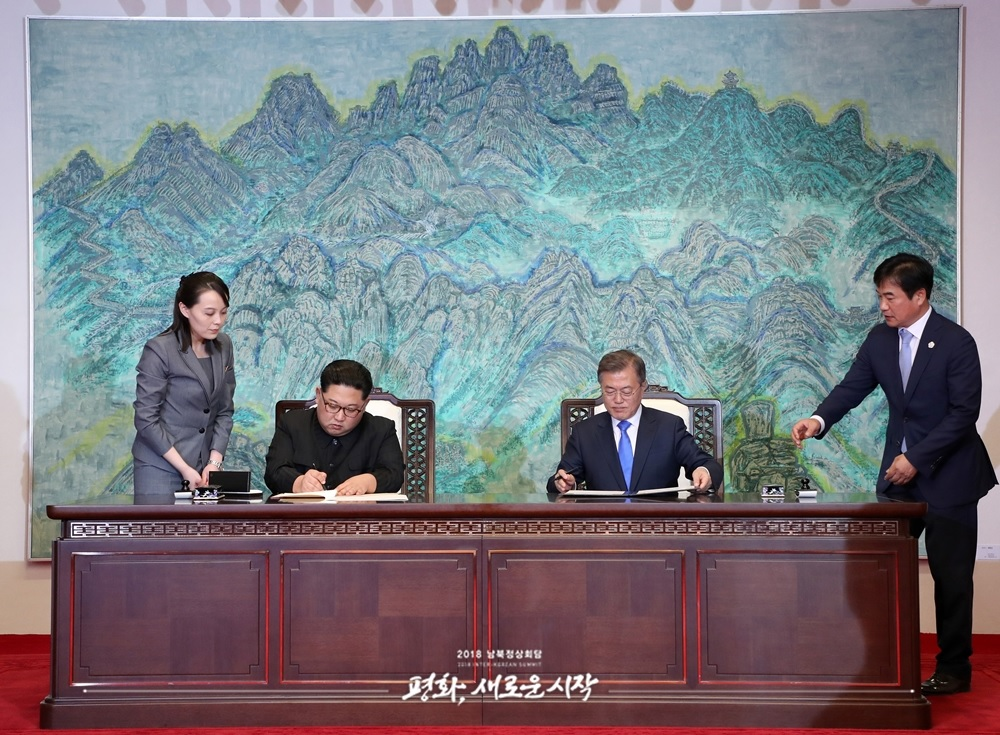
Moon Jae-in và Kim Jong-un ký Tuyên bố Bàn Môn Điếm

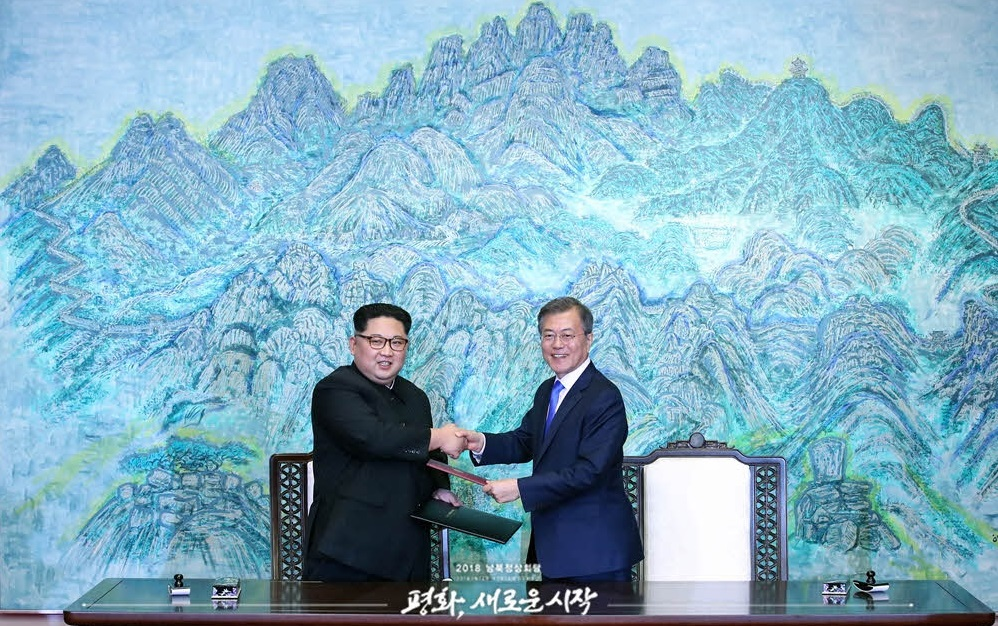
Moon Jae-in và Kim Jong-un cùng giữ Tuyên bố Bàn Môn Điếm

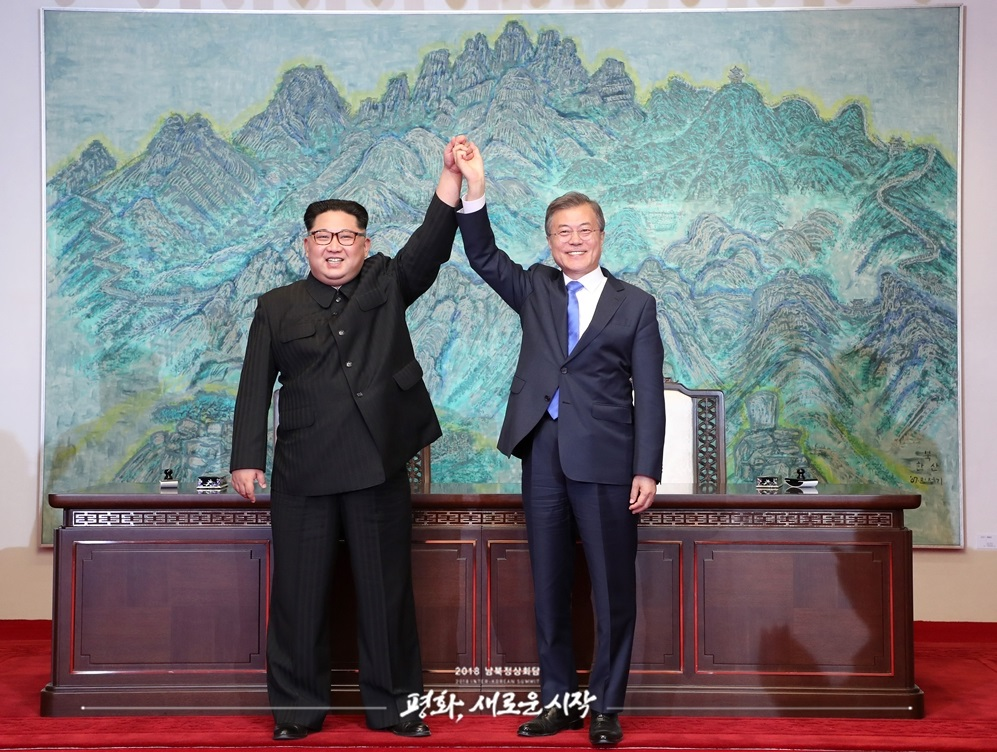
Moon Jae-in and Kim Jong-un cùng giơ cao tay sau khi ký Tuyên bố Bàn Môn Điếm

Hai nhà lãnh đạo long trọng tuyên bố trước 80 triệu người Triều Tiên và cả thế giới rằng sẽ không còn chiến tranh trên bán đảo Triều Tiên và do đó một kỷ nguyên hòa bình mới đã bắt đầu.
1. Thúc đẩy thịnh vượng chung và thống nhất Triều Tiên thông qua cải thiện đáng kể và phát triển quan hệ giữa Bắc Triều Tiên và Hàn Quốc
  - Tiếp tục các cuộc đàm phán cấp cao trình độ làm việc để thực hiện đầy đủ và thực hiện thỏa thuận
  - Thành lập Văn phòng liên lạc liên Triều Tiên trong Gaeseong giữa Hàn Quốc và Bắc Triều Tiên
  - Hợp tác đa phương và trao đổi
  - Cuộc đàm phán giữa Chữ Thập Đỏ Liên Triều và cuộc họp mặt của các gia đình bị chia ly vào ngày 15 tháng 8 năm 2018

- Kết nối và hiện đại hóa đường với các tuyến đường sắt Donghae và Gyeongui

1. Xoá bỏ căng thẳng quân sự và loại bỏ đáng kể rủi ro chiến tranh

- Ngừng tất cả các hành vi thù địch

1.   - Được thiết kế như một khu vực hòa bình ở phía tây bờ biển phía tây
  - Thiết lập các biện pháp bảo đảm lẫn nhau quân sự thông qua các cuộc đàm phán cấp cao về quân sự

1. Thiết lập chế độ hòa bình bán đảo Triều Tiên vĩnh viễn và hòa bình
  - Thỏa thuận bất khả xâm phạm
  - Giải trừ theo từng bước
  - Nhân kỷ niệm 65 năm Thỏa thuận đình chiến Triều Tiên vào năm 2018, phía Nam và Bắc Triều Tiên hợp tác chặt chẽ với Hoa Kỳ và Trung Quốc để thiết lập hòa ước trên Bán đảo Triều Tiên sau khi kết thúc cuộc chiến tranh Triều Tiên năm 1953.
  - Hoàn thành phi hạt nhân hóa hoàn chỉnh của bán đảo Triều Tiên

Hai nhà lãnh đạo đồng ý, thông qua các cuộc họp thường xuyên và trực tiếp điện thoại, để tổ chức các cuộc thảo luận thường xuyên và thẳng thắn về các vấn đề quan trọng đối với bán đảo Triều Tiên, để tăng cường niềm tin lẫn nhau và cùng nỗ lực tăng cường động lực tích cực hướng tới sự tiến bộ liên tục của các mối quan hệ giữa Hàn Quốc cũng như hòa bình, thịnh vượng và thống nhất của bán đảo Triều Tiên.
Trong bối cảnh này, Tổng thống Moon Jae-in đã đồng ý đến thăm Bình Nhưỡng vào mùa thu này.
27 tháng 4 năm 2018
Được làm tại Bàn Môn Điếm
(đã ký) Moon Jae-in, Tổng thống, Đại Hàn Dân Quốc
(đã ký) Kim Jong-un, Chủ tịch, Ủy ban Quốc vụ, Cộng hòa Dân chủ Nhân dân Triều Tiên